# Keep Calm and Carry On (album)
Keep Calm and Carry On – siódmy album walijskiego zespołu Stereophonics. Data wydania w Wielkiej Brytanii – 16 listopada 2009, w Polsce 15 stycznia 2010. Album jako pierwszy singel promował utwór „Innocent”.

## Lista utworów
1. „She’s Alright” – 3:26
2. „Innocent” – 3:40
3. „Beerbottle” – 3:53
4. „Trouble” – 3:03
5. „Could You Be The One?” – 3:52
6. „I Got Your Number” – 3:21
7. „Uppercut” – 4:15
8. „Live ‘N’ Love” – 3:44
9. „100mph” – 4:15
10. „Wonder” – 3:44
11. „Stuck In A Rut” – 3:06
12. „Show Me How” – 4:42

## Twórcy
- Kelly Jones – śpiew, gitara, instrumenty klawiszowe
- Richard Jones – gitara basowa, instrumenty klawiszowe, śpiew
- Javier Weyler – perkusja, instrumenty perkusyjne
- Adam Zindani – gitara, śpiew

Produkcja
- Kelly Jones, Jim Abbiss, Jim Love

## Single
| Singel                  | Data wydania     | Pozycja (UK Singles Chart) |
| ----------------------- | ---------------- | -------------------------- |
| „Innocent”              | 9 listopada 2009 | 55                         |
| „Could You Be The One?” | 15 lutego 2010   | -                          |